# Rauno Aaltonen

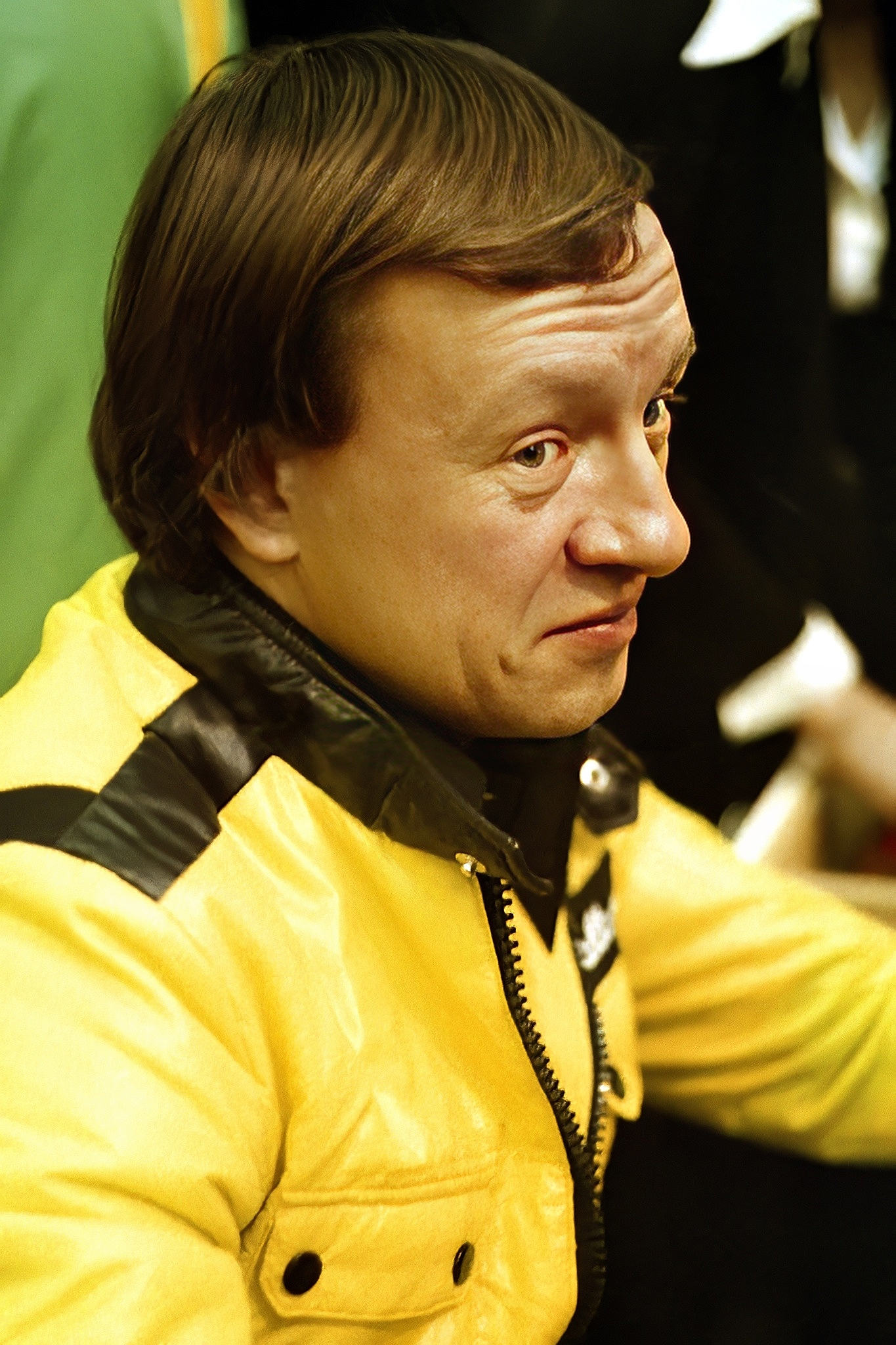
Rauno Aaltonen (1970)

Rauno Aaltonen (ur. 7 stycznia 1938 w Turku) – fiński kierowca rajdowy.
Rajdowy Mistrz Europy w 1965, 2-krotny rajdowy Mistrz Finlandii (1961 i 1965). W latach 60. i 70. był zwycięzcą prestiżowych rajdów, m.in.: Monte Carlo (1967), Tysiąca Jezior (1961), Polski (1965), Tulipanów i Wełtawy. W latach 80., po zakończeniu kariery, prowadził szkołę jazdy sportowej.
Od jego nazwiska wzięło się określenie obrotu autem o 360 stopni bez zatrzymania.